# Đài Loan thuộc Thanh
Đài Loan dưới sự cai trị của nhà Thanh đề cập đến sự cai trị của nhà Thanh đối với Formosa (khu vực ven biển của Đài Loan ngày nay) từ năm 1683 đến năm 1895. Nhà Thanh cử một đội quân do tướng Thi Lang chỉ huy và sáp nhập Đài Loan vào năm 1683. Nó được quản lý với địa vị là phủ Đài Loan thuộc tỉnh Phúc Kiến cho đến khi tuyên bố tỉnh Phúc Kiến-Đài Loan vào năm 1887. Sự cai trị của nhà Thanh đối với Đài Loan chấm dứt khi Đài Loan được nhượng lại cho Nhật Bản theo Hiệp ước Shimonoseki vào năm 1895. Đã có hơn một trăm cuộc nổi dậy trong thời kỳ nhà Thanh. Tần suất nổi dậy, bạo loạn và nội chiến ở Đài Loan thời Thanh khiến thời kỳ này được các nhà sử học gọi là "Tam niên nhất phản, ngũ niên nhất loạn" (Ba năm một cuộc nổi dậy, năm năm một cuộc bạo loạn).

## Lịch sử

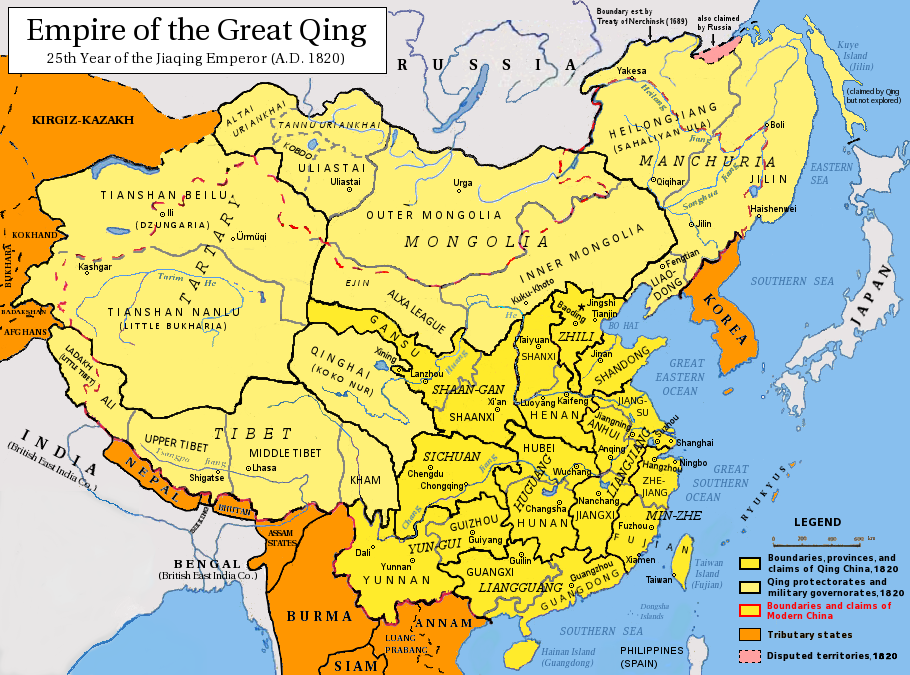
Đế quốc Đại Thanh vào năm 1820, với các tỉnh (vàng), quân đội cai quản và bảo hộ (vàng nhạt), các nước chư hầu (cam).

Sau cái chết của Trịnh Kinh vào năm 1681, nhà Thanh đã nắm được lợi thế có được từ cuộc đấu tranh giành quyền kế vị và điều động hải quân của họ với Thi Lang đứng đầu để tiêu diệt hạm đội nhà Trịnh ngoài khơi quần đảo Bành Hồ. Năm 1683, sau trận Bành Hồ, quân Thanh đổ bộ vào đảo Đài Loan. Trịnh Khắc Sảng đã nhượng bộ trước yêu cầu đầu hàng của nhà Thanh và Vương quốc Đông Ninh của ông được sáp nhập vào Đế quốc Đại Thanh như một phần của tỉnh Phúc Kiến, qua đó chấm dứt hai thập kỷ cai trị của gia đình họ Trịnh.
Hoàng đế Khang Hy đã sáp nhập Đài Loan để loại bỏ bất kỳ mối đe dọa cho triều đại của mình từ lực lượng kháng chiến còn lại trên đảo. Tuy nhiên, ông không coi Đài Loan là một phần của đế quốc và thậm chí còn cố gắng bán lại cho người Hà Lan. Ban đầu người dân Đài Loan coi nhà Mãn Thanh là một chế độ thuộc địa của nước ngoài. Từ sớm khi mới bắt đầu triều đại, nhà Thanh ban đầu cai trị Đài Loan như một phần của Phúc Kiến, vào năm 1885 công việc bắt đầu tạo ra một tỉnh riêng biệt và điều này hoàn thành vào năm 1887.
Trong thời kỳ nhà Thanh có hơn 100 cuộc nổi dậy ở Đài Loan. Các nhà sử học gọi thời kỳ này là "Tam niên nhất phản, ngũ niên nhất loạn." (三年一反、五年一亂).

### Khởi nghĩa Chu Nhất Quý
Năm 1721, khởi nghĩa được bùng nổ của người Phúc Kiến-Khách Gia do Chu Nhất Quý lãnh đạo đã chiếm được phủ Đài Loan (Đài Nam hiện nay) và thành lập một chính quyền để gợi nhớ đến triều Minh trong một thời gian ngắn (xem Nam Minh).
Ngay sau cuộc nổi loạn Chu Nhất Quý, với mong muốn khai khẩn vùng đất mới để trồng trọt đã khiến chính quyền khuyến khích mở rộng làn sóng di cư của người Hán đến các khu vực khác trên đảo. Ví dụ, dân số ở vùng Đạm Thủy đã tăng đến mức chính phủ cần một trung tâm hành chính ở đó, ngoài một tiền đồn quân sự. Chính quyền đã cố gắng xây dựng một trung tâm với lao động là thổ dân địa phương, nhưng đối xử với họ như nô lệ hơn và cuối cùng đã kích động một cuộc nổi dậy. Các nhóm thổ dân chia rẽ những người trung thành của họ — hầu hết đều tham gia cuộc nổi dậy; một số vẫn trung thành với nhà Thanh, có lẽ vì họ đã có mối thù từ trước với các nhóm khác. Cuộc nổi dậy của thổ dân đã bị dập tắt trong vòng vài tháng với sự xuất hiện của quân đội bổ sung.

### Khởi nghĩa Lâm Sảng Văn

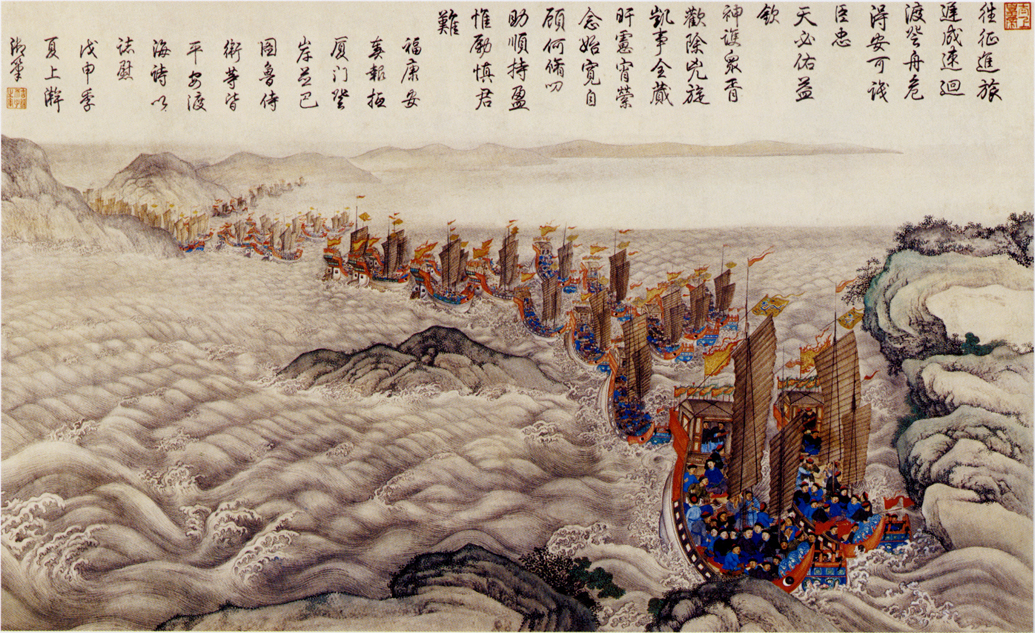
Một cảnh của chiến dịch Đài Loan 1787-1788

Khởi nghĩa Lâm Sảng Văn xảy ra vào năm 1787–1788. Lâm Sảng Văn, một người nhập cư từ Chương Châu, ông đã đến Đài Loan cùng cha vào những năm 1770. Ông đã bí mật tham gia vào Thiên Địa hội mà nguồn gốc không rõ ràng. Cha của ông đã bị chính quyền địa phương giam giữ, có lẽ vì bị nghi ngờ về các hoạt động của ông với xã hội; Lâm Sảng Văn sau đó đã tổ chức các thành viên còn lại trong hội tham gia một cuộc nổi dậy nhằm giải phóng cha mình. Đã có thành công ban đầu trong việc đẩy lực lượng chính phủ ra khỏi căn cứ địa của ông ở Chương Hóa; các đồng minh của ông cũng làm như vậy ở Đạm Thủy. Đến thời điểm này, cuộc giao tranh đã lôi kéo người dân Chương Châu không chỉ là các thành viên trong xã hội, và kích hoạt những mối thù truyền kiếp; điều này đưa ra mạng lưới Tuyền Châu (cũng như Khách Gia) thay mặt cho chính quyền. Cuối cùng, chính quyền đã cử đủ lực lượng để vãn hồi trật tự; Lâm Sảng Văn bị xử tử và Thiên địa hội bị phân tán đến đại lục hoặc bị gửi đi ẩn náu, nhưng không có cách nào để loại bỏ ác ý giữa các mạng lưới Chương Châu, Tuyền Châu và Khách Gia. Mặc dù họ không bao giờ nghiêm túc đến việc đẩy lùi chính quyền hoặc bao trùm toàn bộ hòn đảo, nhưng các mối thù vẫn diễn ra lẻ tẻ trong hầu hết thế kỷ 19, chỉ bắt đầu kết thúc vào những năm 1860.

### Chiến tranh nha phiến lần thứ nhất
Với giá trị chiến lược và thương mại của Đài Loan, đã có những đề nghị của Anh vào năm 1840 và 1841 để chiếm lấy hòn đảo này. Vào tháng 9 năm 1841, trong Chiến tranh Nha phiến lần thứ nhất, tàu vận tải Nerbudda của Anh bị đắm tàu gần Cảng Cơ Long do một cơn bão. Các xuồng Ann cũng đã bị đắm tàu tháng 3 năm 1842. Hầu hết các phi hành đoàn là những người lascar Đông Ấn. Những người sống sót trên cả hai con tàu đã được nhà chức trách chuyển tới thủ phủ Đài Nam. Các chỉ huy của Đài Loan thuộc Thanh đã đệ trình một bản báo cáo khó hiểu lên hoàng đế, tuyên bố đã phòng thủ trước một cuộc tấn công từ pháo đài Cơ Long. Vào tháng 10 năm 1841, HMS Nimrod đi thuyền đến Keelung để tìm kiếm những người sống sót ở Nerbudda, nhưng sau khi thuyền trưởng Joseph Pearse phát hiện ra rằng họ đã bị đưa về phía nam để cầm tù, ông đã ra lệnh bắn phá bến cảng và phá hủy 27 bộ súng thần công trước khi trở về Hồng Kông. Hầu hết những người sống sót — hơn 130 từ Nerbudda và 54 từ Ann — đã bị hành quyết tại Đài Nam vào tháng 8 năm 1842.

### Thổ dân tấn công tàu nước ngoài
Những người thổ dân đã tàn sát các thuyền viên bị đắm tàu của những con tàu phương Tây.
Năm 1867, toàn bộ phi hành đoàn Rover của Mỹ đã bị tàn sát bởi thổ dân trong vụ Rover. Khi người Mỹ phát động cuộc thám hiểm Formosa trừng phạt để trả đũa, những người thổ dân đã đánh bại Mỹ và buộc họ phải rút lui, giết chết một lính thủy Mỹ trong khi bản thân không bị thương vong.
Trong sự cố vịnh Bát Dao (1871), thổ dân đã tàn sát 54 thủy thủ Lưu Cầu dẫn đến cuộc xâm lược Đài Loan của Nhật Bản năm 1874 nhằm để chống lại thổ dân.
Các vùng biển xung quanh Đài Loan (Formosa) đã bị xâm phạm bởi cướp biển.

### Chiến tranh Pháp-Thanh
Trong Chiến tranh Pháp-Thanh (1884-1885), Pháp đã cố gắng xâm lược Đài Loan trong Chiến dịch Cơ Long. Lưu Minh Truyền, người đang lãnh đạo lực lượng bảo vệ Đài Loan, đã tuyển mộ thổ dân để phục vụ cùng với binh lính chính quyền Đại Thanh và quân Khách Gia trong cuộc chiến chống lại Pháp. Quân Pháp đã bị đánh bại trong trận Đạm Thủy và quân Thanh đã đè bẹp quân Pháp tại Cơ Long trong một chiến dịch kéo dài 8 tháng trước khi quân Pháp rút lui. Người Khách Gia sử dụng súng hỏa mai thuộc sở hữu tư nhân của họ thay vì súng trường hiện đại của phương Tây.

### Xung đột với các nhóm thổ dân
Nhà Thanh không bao giờ thành công trong việc đưa các vùng núi của Đài Loan vào quyền kiểm soát của họ. Năm 1886, tuần phủ nhà Thanh là Lưu Minh Truyền đã cử lực lượng thuộc địa của mình tấn công người Thái Nhã để bảo vệ lợi ích của người Hán và việc buôn bán long não. Giao tranh tiếp tục cho đến năm 1891-1892 khi tổng quân của Mkgogan và Msbtunux thất bại trước nhà Thanh. Tuy nhiên, sự quyết liệt của cuộc kháng chiến của họ đã khiến chế độ thuộc địa phải ngăn chặn sự bành trướng về phía đông của nó.

## Chính sách của nhà Thanh đối với Đài Loan
Các chính sách được nhà Thanh áp dụng liên quan đến chính phủ Đài Loan chủ yếu là hai. Chính sách đầu tiên là hạn chế trình độ và số lượng người di cư được phép đi qua eo biển Đài Loan và định cư trên đảo. Mục đích là để ngăn chặn sự gia tăng dân số nhanh chóng. Chính sách khác là ngăn chặn người Hán xâm nhập vào khu vực miền núi nơi các thổ dân Đài Loan định cư. Chính sách này nhằm ngăn chặn xung đột giữa hai nhóm dân tộc.
Bất chấp những hạn chế, dân số người Hán ở Đài Loan tăng nhanh từ 100.000 lên 2.500.000 người, trong khi dân số thổ dân Đài Loan giảm dần.
Những hạn chế được áp dụng đối với cư dân Trung Quốc đại lục di cư đến Đài Loan với điều kiện không có thành viên gia đình nào có thể đi cùng người di cư. Vì vậy, hầu hết những người di cư chủ yếu là đàn ông độc thân hoặc những người đàn ông đã kết hôn có vợ vẫn ở Trung Quốc đại lục. Do đó, không có gì ngạc nhiên khi hầu hết nam giới di cư đầu tiên ở Đài Loan đã chọn kết hôn với phụ nữ bản địa. Kết quả là, một câu nói phát sinh rằng ở Đài Loan "có đàn ông Đường Sơn, nhưng không có phụ nữ Đường Sơn" (有唐山公無唐山媽).
Người Hán thường xuyên chiếm đóng các vùng đất bản địa hoặc tiến hành các hoạt động kinh doanh bất hợp pháp với người bản địa, vì vậy xung đột thường xuyên nổ ra. Trong thời kỳ trị vì của ông, chính quyền nhà Thanh không hề quan tâm đến vấn đề này mà chỉ đơn thuần truy tìm ranh giới và đóng cửa khu vực miền núi để tách biệt hai nhóm. Ông cũng thực hiện một chính sách dựa trên giả định rằng người bản địa có thể hiểu luật pháp nhiều như người Hán, vì vậy khi xung đột phát sinh, người bản địa có xu hướng bị đánh giá không công bằng. Do đó, các vùng đất bản địa thường bị chiếm đoạt bằng cả phương thức hợp pháp và bất hợp pháp - đôi khi người Hán thậm chí còn sử dụng hôn nhân hỗn hợp như một cái cớ để chiếm đất. Nhiều người đã vượt qua ranh giới ngăn chặn để canh tác đất đai và kinh doanh.

## Phát triển

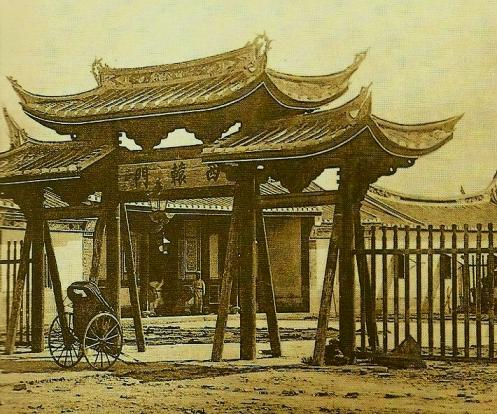
Tòa nhà hành chính tỉnh Đài Loan

Người Hán đã chiếm hầu hết các vùng đồng bằng và phát triển các hệ thống nông nghiệp tốt và thương mại thịnh vượng, do đó biến vùng đồng bằng của Đài Loan thành một xã hội giống như xã hội người Hán.
Đài Loan có ngành nông nghiệp phát triển mạnh trong nền kinh tế, trong khi các tỉnh ven biển của Trung Quốc đại lục rất phát triển trong lĩnh vực thủ công: thương mại giữa hai khu vực sau đó phát triển thịnh vượng và nhiều thành phố ở Đài Loan như Đài Nam, Lộc Cảng và Đài Bắc đã trở thành các thương cảng quan trọng.
Trong giai đoạn 1884-1885, Chiến tranh Pháp-Thanh đã tràn qua Đài Loan. Sau đó, nhà Thanh nhận ra tầm quan trọng chiến lược của Đài Loan từ quan điểm thương mại và vị trí địa lý và do đó bắt đầu can thiệp vào hòn đảo này để cố gắng đẩy nhanh sự phát triển của nó. Năm 1885, Đài Loan trở thành tỉnh của Đài Loan và Lưu Minh Truyền được bổ nhiệm làm tuần phủ. Ông đã tăng cường các khu vực hành chính của Đài Loan để tăng cường kiểm soát và giảm tội phạm. Ông đã thực hiện cải cách ruộng đất và đơn giản hóa việc quản lý ruộng đất. Kết quả của cuộc cải cách ruộng đất, số thuế mà chính phủ thu được đã tăng hơn ba lần. Liu cũng phát triển khu vực miền núi để thúc đẩy sự hòa hợp giữa người Hán và thổ dân Đài Loan.
Tuy nhiên, thành tựu chính của ông là hiện đại hóa Đài Loan. Ông khuyến khích sử dụng máy móc và xây dựng cơ sở hạ tầng phòng thủ quân sự. Nó cũng cải thiện hệ thống đường bộ và đường sắt. Năm 1887, ông bắt đầu xây dựng tuyến đường sắt đầu tiên do Trung Quốc xây dựng (hoàn thành năm 1893). Năm 1888, ông mở bưu điện đầu tiên ở Đài Loan (tiền thân của Trung Hoa bưu điện, dịch vụ bưu chính của Đài Loan), cũng là bưu điện đầu tiên ở Trung Quốc. Đài Loan khi đó được coi là tỉnh hiện đại nhất Trung Quốc.
Tuy nhiên, ngay sau khi những cải cách của Lưu Minh Truyền bắt đầu, Đài Loan đã được nhượng cho Nhật Bản theo Hiệp ước Shimonoseki vào năm 1895, cùng với quần đảo Bành Hồ (hay quần đảo Pescadores).

## Phản ứng của Đài Loan đối với Hiệp ước Shimonoseki
Trong một nỗ lực ngăn chặn sự cai trị của Nhật Bản, một nền dân chủ độc lập của Cộng hòa Formosa đã được tuyên bố. Nền cộng hòa này tồn tại trong thời gian ngắn khi người Nhật nhanh chóng đàn áp phe đối lập.
Một số người Đài Loan đã bác bỏ ý kiến cụ thể rằng họ bị Nhật Bản đô hộ, thay vào đó họ thích Anh hoặc Pháp hơn.
Theo các điều khoản của hiệp ước, tất cả người Đài Loan có hai năm để quyết định ở lại Đài Loan hay đi đến Trung Quốc. Trong số khoảng 2,5 triệu người còn lại chưa đến 10.000 người.

## Danh sách tuần phủ
| No.      | Hình ảnh | Name (Sinh–Mất) | Nguồn gốc             | Tiền vị                                   | Nhiệm kỳ (Nông lịch)                  | Nhiệm kỳ (Nông lịch)                   | Hoàng đế          |
| -------- | -------- | --- | --------------------- | ----------------------------------------- | ------------------------------------- | -------------------------------------- | ----------------- |
| 1        |          | Lưu Minh Truyền 劉銘傳 Liú Míngchuán (Quan thoại) Lâu Bêng-thoân (Tiếng Phúc Kiến) Liù Mèn-chhòn (Tiếng Khách Gia) (1836–1896)     | Hợp Phì, An Huy       | Tuần phủ của Phúc Kiến                    | 12 tháng 10 năm 1885 Quang Tự 11-9-5  | 4 tháng 6 năm 1891 Quang Tự 17-4-28    | Hoàng đế Quang Tự |
| tạm thời |          | Thẩm Ứng Khuê 沈應奎 Shěn Yìngkuí (Quan thoại) Tîm Èng-khe (Tiếng Phúc Kiến) Chhṳ̀m En-khùi (Tiếng Khách Gia)                       | Bình Hồ, Chiết Giang  | Bộ trưởng Nội vụ, tỉnh Phúc Kiến-Đài Loan | 4 tháng 6 năm 1891 Quang Tự 17-4-28   | 25 tháng 11 năm 1891 Quang Tự 17-10-24 | Hoàng đế Quang Tự |
| 2        |          | Thiệu Hữu Liêm 邵友濂 Shào Yǒulián (Quan thoại) Siō Iú-liâm (Tiếng Phúc Kiến) Seu Yû-liàm (Tiếng Khách Gia) (1840–1901)            | Dư Diêu, Chiết Giang  | Tuần phủ Hồ Nam                           | 9 tháng 6 năm 1891 Tuần phủ 17-4-2    | 13 tháng 10 năm 1894 Tuần phủ 20-9-15  | Hoàng đế Quang Tự |
| 3        |          | Đường Cảnh Tùng 唐景崧 Táng Jǐngsōng (Quan thoại) Tn̂g Kéng-siông (Tiếng Phúc Kiến) Thòng Kín-chhiùng (Tiếng Khách Gia) (1841–1903) | Quán Dương, Quảng Tây | Bộ trưởng Nội vụ, tỉnh Phúc Kiến-Đài Loan | 13 tháng 10 năm 1894 Quang Tự 20-9-15 | 20 tháng 6 năm 1895 Quang Tự 21-4-26   | Hoàng đế Quang Tự |